# دیرت دویل
دیرت دویل (انگلیسی: Dirt Devil) شرکت لوازم خانگی آمریکایی است، که در سال ۱۹۰۵ تأسیس شد.